# یان تومانک
یان تومانک (چکی: Jan Tománek؛ زادهٔ ۱۴ فوریه ۱۹۷۸) یک نویسنده، و کارگردان فیلم اهل جمهوری چک است.
او کارش را از سال ۱۹۹۷ میلادی با ساخت گرافیک سه‌بعدی رایانه‌ای آغاز کرد و از جمله آثارش می‌توان به مجموعهٔ داستان بز و داستان بز ۲ اشاره کرد.